# Félix Ángel del Puente Aragón
Félix Ángel del Puente Aragón (n. 12 de julio de 1984) es un  futbolista español que juega en la Club Deportivo Calahorra en España como centrocampista.

## Trayectoria
Jugó en la categoría juvenil del Athletic Club, en la Sociedad Deportiva Logroñés y en el Calahorra y se fue gracias a la directiva

## Clubes
| Sociedad Deportiva Logroñés | España | 2012-2014 |
| Club Deportivo Calahorra    | España | 2014-2017 |